# EFW N-20

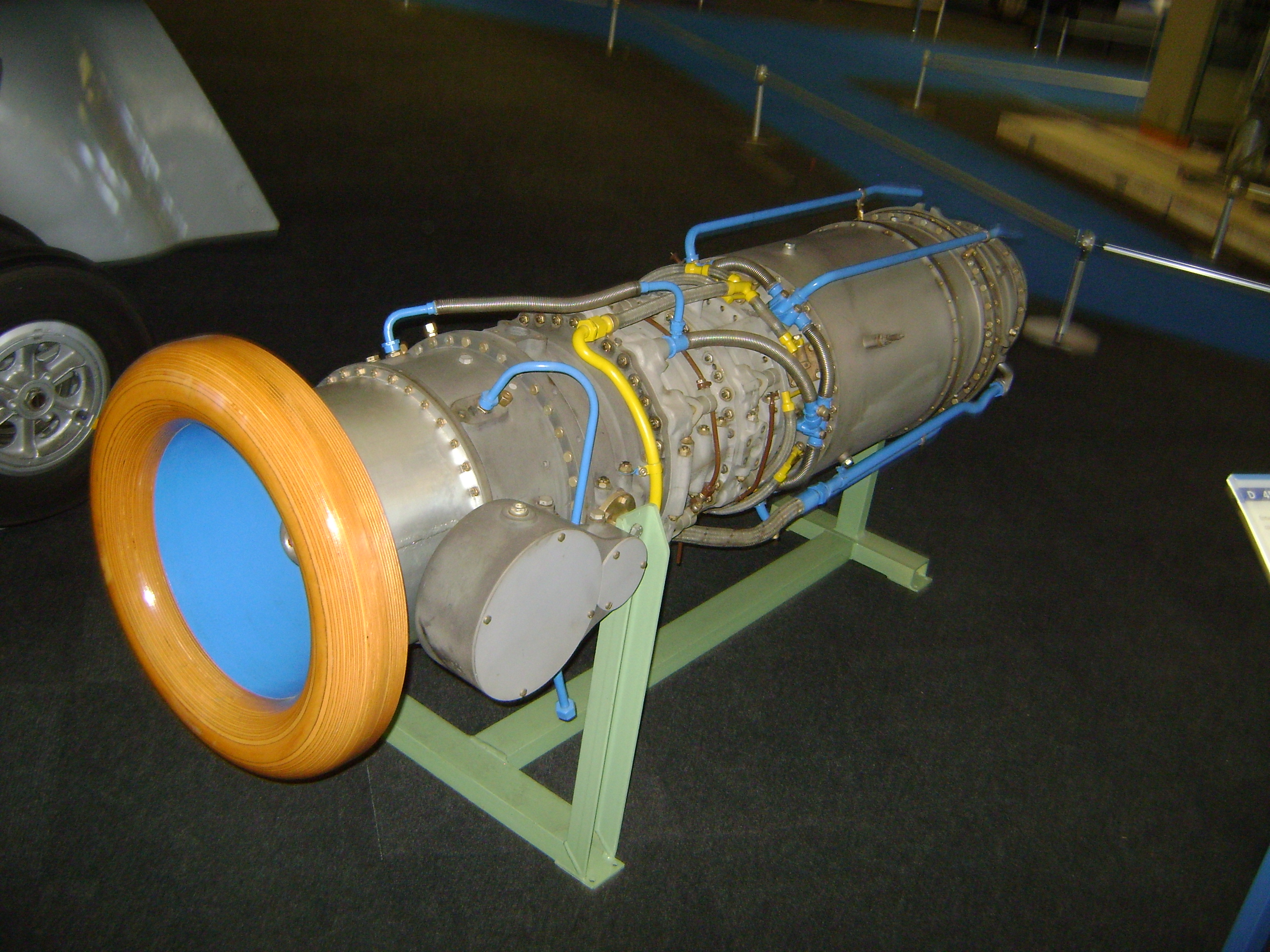
Sulzer D45.04

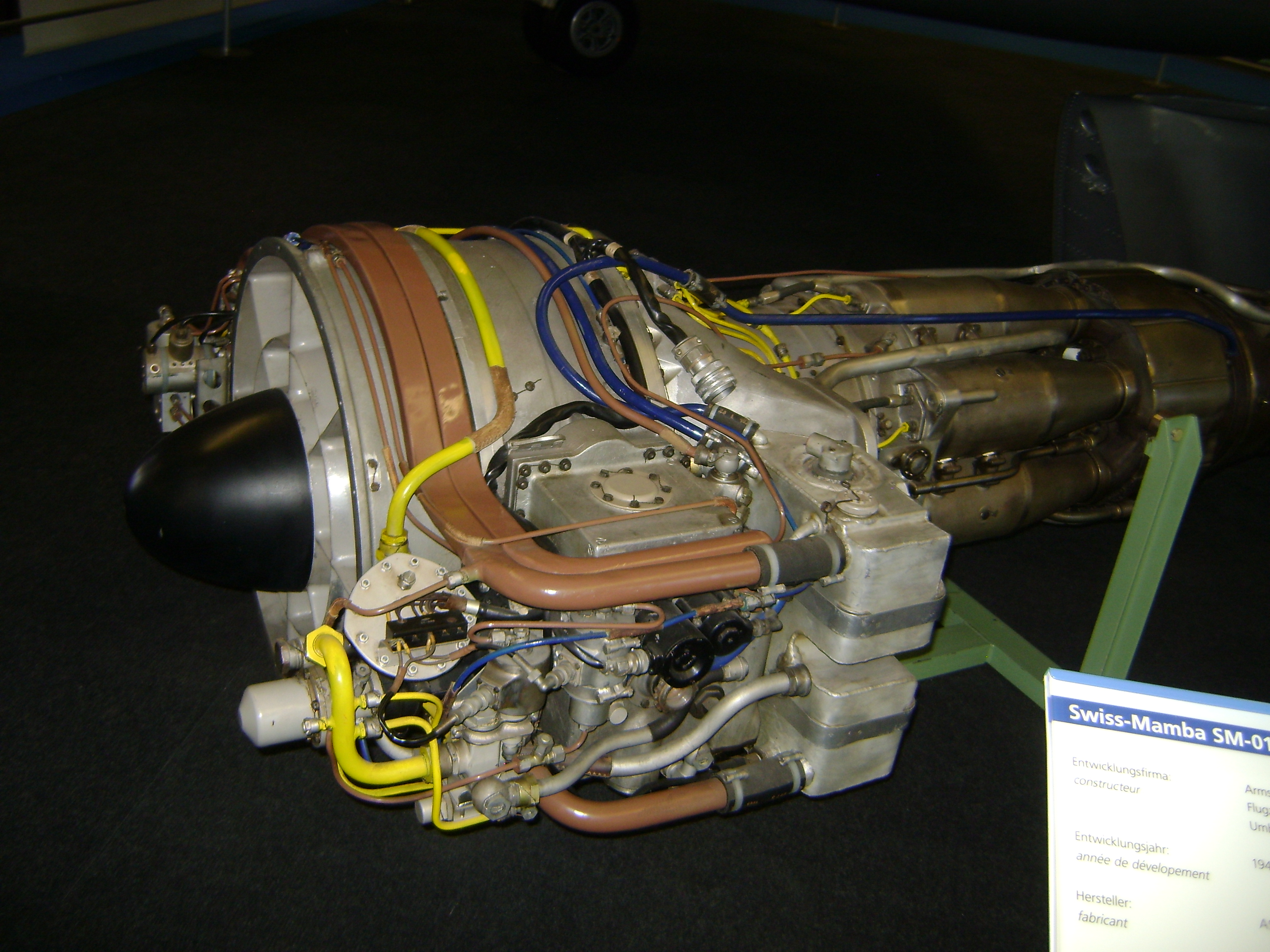
SM-1

EFW N-20 "Aiguillon" (tiếng Anh: Stinger) là loại máy bay tiêm kích phản lực đầu tiên của Thụy Sĩ. Nhà máy Máy bay Liên bang Thụy Sĩ đã phát triển thiết kế một mẫu máy bay chiến đấu cánh xuôi 4 động cơ sau Chiến tranh Thế giới II. Máy bay trang bị 4 động cơ tuabin cánh quạt được đặt trong cánh, không khí vào động cơ qua các ống dẫn khí đường vòng ở mỗi bên của động cơ, chúng được định hướng vào một buồng đốt bổ sung thêm nhiên liệu có thể đốt dưới dạng đốt tăng lực cho động cơ, hoặc uốn qua các khe lớn của các cánh trên và dưới để hoạt động như cánh tà khí động hoặc đảo chiều lực đẩy. 2 động cơ có thể tắt khi đang băng để tăng tầm hoạt động. N-20 được lên kế hoạch mang vũ khí trong khoang quân giới có thể tháo rời, có khả năng mang một khối lượng lớn vũ khí gồm pháo, rocket và bom.
Ban đầu động cơ của máy bay dự kiến sẽ được công ty Sulzer của Thụy Sĩ thiết kế và chế tạo, nhưng Sulzer đã từ bỏ đề án này vào năm 1947, do đó động cơ tua bin cánh quạt Armstrong Siddeley Mamba của Anh được chọn làm động cơ của N-20.
Một tàu lượn bằng gỗ có kích thước 3/5 so với thiết kế có tên là EFW N-20.01 đã được chế tạo để thử nghiệm hình dạng cánh, chiếc tàu lượn này cất cánh ngày 17/4/1948. Dù tàu lượn đã bị phá hủy trong một tai nạn hạ cánh, nhưng nó đã chứng minh thiết kế thành công. Do đó một mẫu máy bay thử nghiệm có kích thước tương tự có tên gọi EFW N-20.02 Arbalète (Cái nỏ) cũng được chế tạo, nó được trang bị 4 động cơ Turboméca Piméné có lực đẩy 0,98 kN (220 lbf) mỗi chiếc, động cơ được đặt ở trên và dưới cánh, cất cánh lần đầu vào ngày 16/11/1951. Mẫu EFW N-20.02 đã chứng minh khả năng cơ động tốt và đạt tốc độ tối đa là 750 km/h (466 mph).
Chiếc máy bay có kích cỡ đúng với thiết kế được dự tính có tốc độ tối đa lên tới 1.095 km/h (680 mph), nhưng mẫu động cơ Mamba chuyển đổi được Thụy Sĩ gọi tên là SM-1 lại được thử nghiệm bay trên một chiếc de Havilland Mosquito năm 1948 và là động cơ tuabin cánh quạt đầu tiên giúp một máy bay bay lên không trung và nó không tạo ra đủ lực đẩy, do đó mẫu động cơ SM-5 được yêu cầu phải tạo ra lực đẩy 14,7 kN (3.300 lbf). Mẫu thử được hoàn thành vào năm 1952, trang bị 4 động cơ SM-1, thực hiện một chuyến bay ngắn vào ngày 8/4/1952, nhưng việc phát triển động cơ và máy bay N-20 đã bị hủy bỏ ngay sau đó.

## Quốc gia sử dụng
Thụy Sĩ
- Không quân Thụy Sĩ

## Tính năng kỹ chiến thuật N-20.10 Aiguillon
Dữ liệu lấy từ ‘’The Swiss N-20 Jet Fighter Bomber’’ <

### Đặc điểm riêng
- Tổ lái: 1
- Chiều dài: 12 m (41 ft)
- Sải cánh: 12.60 m (41 ft 4 in)
- Chiều cao: 3.7 m (12 ft)
- Diện tích cánh: 53 m2 (570 sq ft)
- Trọng lượng cất cánh: 8,709 kg (19,200 lb)
- Động cơ: 4 động cơ tua bin cánh quạt Sulzer Swiss Mamba, lực đẩy 6.2 kN (1,400 lbf) mỗi chiếc[5]

## Tính năng kỹ chiến thuật N-20.2 Arbalète
Dữ liệu lấy từ ‘’The Swiss N-20 Jet Fighter Bomber’’ <

### Đặc điểm riêng
- Tổ lái: 1
- Chiều dài: 7.53 m
- Sải cánh: 7.56 m
- Chiều cao: 2.3 m
- Diện tích cánh: 19.44 m2
- Trọng lượng cất cánh:
- Động cơ: 4 động cơ tua bin cánh quạt Tủboméca Piméné, lực đẩy 6.2 kN (1,400 lbf) mỗi chiếc[5]